# 昭和医科大学横浜市北部病院
昭和医科大学横浜市北部病院（しょうわいかだいがくよこはましほくぶびょういん）は、神奈川県横浜市都筑区にある医療機関。
1973年（昭和48年）、横浜市では人口急増に対処するために、500床規模の総合病院を横浜市内に建設する計画が立てられた。そして、横浜北部地域では横浜市と学校法人昭和大学が建設し、学校法人昭和大学が運営する「昭和大学横浜市北部病院」を開設した。

## 沿革
- 2001年（平成13年）4月1日 - 昭和大学横浜市北部病院が開院。
- 2025年（令和7年）4月1日 - 大学の改名に伴い昭和医科大学横浜市北部病院に改名。

## 診療科
- 内科
- 皮膚科
- 放射線科
- 臨床検査科
- 外科
- 乳腺外来
- 形成外科
- 脳神経外科
- 整形外科
- 産婦人科
- 泌尿器科
- 眼科
- 耳鼻咽喉科
- 麻酔科
- 病理科
- リハビリテーション科

専門外来
- 女性外来
- 禁煙外来
- メンタルケア外来
- 緩和ケア外来

センター
- 呼吸器センター
- 消化器センター
- 循環器センター
  - 小児循環器センター
  - 心臓血管外科
- 心臓血管カテーテル室 （循環器内科）
- こどもセンター
- メンタルケアセンター
- 救急センター
- 女性骨盤底再建センター

　支援部門
- 総合相談センター
- 医療福祉相談室

## 医療機関の指定等
- 健康保険法による保険医療機関
- 国民健康保険法による療養取扱機関
- 生活保護法指定医療機関
- 結核予防法指定医療機関
- 労働者災害補償保険法指定医療機関
- 地方公務員災害補償法指定医療機関
- 原爆医療法指定医療機関
- 母子保健法指定医療機関
- 児童福祉法指定医療機関
- 精神保健福祉法指定医療機関
- 神奈川県精神科救急医療基幹病院[注 1][1]
- 身体障害者福祉法指定医療機関
- 臨床研修指定病院
- 地域がん診療拠点病院
- 神奈川県災害医療拠点病院

## 交通アクセス
- 電車
  - 横浜市営地下鉄・センター南駅、下車。
- 車
  - 東名高速道路・横浜青葉ICより約15分程度
  - 第三京浜・都筑ICより約10分程度